# 溫特海灘 (佛羅里達州)
溫特海灘（英語：Winter Beach）是位於美國佛羅里達州印第安河縣的一個人口普查指定地區。

## 地理
溫特海灘的座標為27°43′00″N 80°25′00″W / 27.71667°N 80.41667°W，而該地最高點為海拔高度3米（即10英尺）。

## 人口
根據2010年美國人口普查的數據，溫特海灘的面積為17.85平方千米，當中陸地面積為17.81平方千米，而水域面積為0.04平方千米。當地共有人口2067人，而人口密度為每平方千米115人。